# Eduard Schneider-Davids
Eduard Schneider-Davids (* 16. Februar 1869 in Eiserfeld bei Siegen; † 2. Januar 1970 in Braunsfeld, Köln) war ein Siegerländer Ingenieur, Baurat und westfälischer Heimatschriftsteller.
Schneider-Davids war von 1901 bis 1933 Kommunalbaumeister. Im Jahr 1933 wurde er als erklärter Gegner des Nationalsozialismus aus dem Dienst entlassen. Er schrieb zahlreiche Bücher und Aufsätze über Straßenbau und Siegerländer Volkstum und veröffentlichte Werke in Eiserfelder Mundart. Seit 1951 ist Schneider-Davids Ehrenbürger von Eiserfeld. Zu seinen Ehren wurden eine Realschule und eine Straße in Eiserfeld nach ihm benannt.

## Werke
- Heimatsprache mit innerer Wahrhaftigkeit. In: Eiserfeld im grünen Kranz der Berge. Zusammengestellt und bearbeitet von Horst G. Koch. Hrsg.: Arbeitsgemeinschaft 700 Jahre der Eiserfelder Vereine. Siegen 1992, S. 333–334
- Bergmannsleben vor 100 Jahren. In: Siegerländer Heimatblatt 38 (1989) 2, S. 3–4
- Bodenständiges aus Eiserfeld. In: Siegerländer Heimatblatt 38 (1989) 10, S. 11–12; 38 (1989) 11, S. 7–8
- Krankenpflege daheim vor 100 Jahren. In: Siegerländer Heimatblatt 38 (1989) 1, S. 7–9
- Wörterverzeichnis zu Flennersch Richard – Läwensgeschechte van’m Seejerlänner Jong und Geschechtcher uß d’m Seejerland. Eiserfeld 1988
- Am Abend. Denksprüche, Gedankensplitter, Ernstes, Heiteres und Besinnliches in Hochdeutsch und Eiserfelder Mundart. Eiserfeld, 1963
- Die Grenzeiche, Eiserfeld 1952
- Stählersch Ewert. Vorländer, Siegen 1950
- Geschechtcher uß d’m Seejerland. Vorländer, Siegen 1938, 2. Auflage
- Jongejoahrn. Vorländer, Siegen 1936
- Flennersch Richard. Vorländer, Siegen 1927, 2. Auflage
- Gemeinschaft, Planwirtschaft, persönliches Leben. E. Pahl, Dresden 1923
- Kulturaufgaben im neuen Deutschland. Schmitz, Köln 1919
- Wörterverzeichnis zu Flennersch Richard und Geschechtcher uß d’m Seejerland. Montanus, Siegen 1914
- Geschechtjer uß d’m Seejerland. H. Montanus, 1914
- Flennersch Richard. Montanus, Siegen 1913